# Васил Атанасов (офицер)
Вижте пояснителната страница за други личности с името Васил Атанасов.
Васил Атанасов Атанасов е български офицер, генерал-майор, участник в Балканската (1912 – 1913) и Междусъюзническата война (1913), командир на 6-а пионерна дружина през Първата световна война (1915 – 1918).

## Биография
Васил Атанасов е роден на 20 декември 1872 г. в Русе. През 1896 г. завършва Военното на Негово Княжеско Височество училище и е произведен в чин подпоручик. Служи в железопътна рота. През 1900 г. е произведен в чин поручик, а през 1904 в чин капитан. През 1904 г. като капитан и адютант на началника на инженерни войски е командирован за обучение в Николаевска инженерна академия в Санкт Петербург, Русия, която завършва през 1908 г. През 1911 г. е произведен в чин майор.
Взема участие в Балканската (1912 – 1913) и Междусъюзническата война (1913) като дивизионен инженер в 6-а пехотна бдинска дивизия, а през 1915 е произведен в чин подполковник.
По време на Първата световна война (1915 – 1918) подполковник Анастасов Атанасов е командир на 6-а пионерна дружина от 8-и артилерийски полк, като на 30 май 1917 г. е произведен в чин полковник. За „за бойни отличия и заслуги във войната“ като командир на 6-а пионерна дружина съгласно заповед № 679 от 1917 г. по Действащата армия е награден с Военен орден „За храброст“ IV степен 2 клас, а съгласно заповед № 355 от 1921 г. по Министерството на войната с Народен орден „За военна заслуга“ III степен с военно отличие.
Служи и като инспектор на Инженерните войски. От 1919 г. е началник на Военната академия. Уволнен е от служба през 1920 година. На 31 декември 1935 г. е произведен в чин генерал-майор. Генерал-майор Васил Атанасов е женен и има 3 деца. Негов син е дипломатът и преводач Боян Атанасов, с принос за спасяването на евреи от лагерите на смъртта.

## Военни звания
- Подпоручик (1896)
- Поручик (1900)
- Капитан (1904)
- Майор (1911)
- Подполковник (1915)
- Полковник (30 май 1917)
- Генерал-майор (31 декември 1935)

## Образование
- Военно на Негово Княжеско Височество училище (до 1896)
- Николаевска инженерна академия в Санкт Петербург, Русия (1904 – 1908)

## Награди
- Военен орден „За храброст“ IV степен 2 клас (1917)
- Народен орден „За военна заслуга“ III степен с военно отличие (1921)